# Пятеро против казино
«Пятеро против казино» (англ. 5 Against the House) — фильм нуар режиссёра Фила Карлсона, который вышел на экраны в 1955 году.
Четверо студентов Университета (Гай Мэдисон, Брайан Кит, Элви Мур и Кервин Мэтьюз) и певица из ночного клуба (Ким Новак) совершают попытку ограбления казино в Рино. Поначалу план ограбления в качестве шутки придумывает герой Мэтьюза, однако психически травмированный ветеран Корейской войны, которого играет Кит, решает довести дело до конца, принуждая к участию в ограблении влюблённых героев Мэдисона и Новак, которые приехали в Рино с намерением жениться.
Фильм относится к многочисленной категории фильмов нуар об ограблении наряду с такими фильмами, как «Убийцы» (1946), «Крест-накрест» (1949), «Асфальтовые джунгли» (1950), «Шоссе 301» (1950), «Ограбление инкассаторской машины» (1950), «Тайны Канзас-сити» (1952), «Убийство» (1956) и «Дорогой воровства» (1957).

## Сюжет
Четверо студентов юридического факультета Университета Среднего Запада — Эл Мерсер (Гай Мэдисон) и Брик (Брайан Кит), которые воевали на Корейской войне, наследник нефтяного магната Ронни (Кервин Мэтьюз) и остроумный весельчак Рой (Элви Мур) — по дороге с каникул заезжают в город Рино, штат Невада, где договариваются поиграть один час в казино «Гарольдс клаб». Ронни разработал специальную сложную систему игры в рулетку, однако она не срабатывает, и он вынужден идти в кассу, чтобы обналичить чек для продолжения игры. Пока вместе с Роем он стоит в очереди, человек перед ними, угрожая кассиру оружием, требует выдать ему 5 тысяч долларов. Кассир нажимает на тревожную кнопку, и охрана казино быстро и незаметно для окружающих задерживает и выводит из зала грабителя, а заодно с ним и Ронни с Роем, которых по ошибке принимают за сообщников. Увидев, что друзей забирает полиция, Эл вступается за них, доказывая, что они студенты, после чего полиция отпускает их со словами, что ограбить «Гарольдс клаб» невозможно. Ронни запоминает эти слова, говоря по пути в Университет, что сделать это можно.
По возвращении в Университет Рой находит себе в качестве жертвы наивного и доверчивого первокурсника Фрэнсиса Шпигелбауэра (Джек Димонд), заставляя его выполнять за себя и своих друзей различные бытовые дела. На Фрэнсиса производит большое впечатление, что до поступления в Университет Эл и Брик служили на Корейской войне, причём Брик спас Элу жизнь, и что он получил медаль, а также был ранен в голову. Эл возобновляет романтические отношения со своей девушкой Кэй Грейлек (Ким Новак), которая за лето из обычной продавщицы превратилась в успешную певицу в ночном клубе. Вечером в клубе, где выступает Кэй, Брик ввязывается в драку из-за своей бывшей девушки, жестоко избивая своего соперника до тех пор, пока Эл силой не разнимает их. Эл умоляет Брика, который после ранения проходил курс психиатрического лечения в военном госпитале, пройти ещё одно обследование, однако Брик категорически заявляет, что «никогда не вернётся в эту клетку». Когда Эл ему напоминает, что это уже не первый подобный приступ, Брик заверяет его, что постарается держать себя в руках и со временем это пройдёт. На следующий день Эл делает Кэй предложение, которая любит Эла, однако боится вступать в брак.
К концу семестра Брик погружается в глубокую депрессию, а Ронни решает, что ему пора совершить что-то значимое. Вскоре Ронни рассказывает Брику и Рэю, что не смог смириться со словами охранника, и разработал идеальный план ограбления казино «Гарольдс клаб» на миллион долларов. Под чужим именем он купил машину и трейлер в другом штате, предлагая добраться до Рино в трейлере, чтобы их никто не вычислил. Само ограбление, по его расчётам, займёт семь минут, после чего они бросят трейлер в Рино и вернуться в Университет на поезде, так что никто не узнает, что они вообще там были. После этого Ронни собирается позвонить властям и сообщить, где они оставили похищенные деньги. Для реализации плана Ронни требуется изготовить точно такую же тележку для развоза денег, которыми пользуются в казино, а также ещё один человек. Ронни предлагает взять Эла, однако Брик уверен, что тот ни за что не согласится. Однако если сохранить от него всё в тайне до последней минуты, может быть, Брик и сможет склонить его к участию в этом деле. Накануне Дня благодарения Брик находит Эла в клубе, предлагая завтра отправиться на каникулы вместе с друзьями, по дороге заехав в Рино, а затем к Ронни на ранчо. Первоначально Эл отказывается от предложения Брика, желая провести это время с Кэй, однако меняет своё мнение после того, как Кэй говорит, что эту неделю хотела бы побыть одной, чтобы обдумать их будущее. Рассерженный Эл уходит от неё, после чего спонтанно даёт согласие на поездку с друзьями. Когда Эл вечером собирает вещи, на пороге его комнаты появляется Кэй, говоря, что они могли бы поехать вместе и пожениться в Рино. О своём желании ехать вместе с остальными они сообщают Брику, который тайно от всех купил пистолет.
По пути в Рино кто-то один из парней по очереди управляет машиной в то время, как остальные едут в закрытом трейлере. Эл замечает знакомую тележку, однако Ронни отвечает, что сделал её для ранчо. Ронни глазами спрашивает Брика, не пора ли посвятить Эла в план ограбления, однако тот решает, что пока ещё рано. Пока Эл и Кэй ведут автомобиль, остальные стирают все отпечатки пальцев, а также собирают посуду, чтобы избавиться от неё во время очередной остановки. Перед самым Рино, когда Эл вспоминает, где он видел тележку, Ронни, показывает, что внутри неё вмонтирован магнитофон, который при нажатии тайной кнопки выдаёт записанные заранее фразы. Затем он говорит, что благодаря этому устройству они смогут ограбить казино. Эл выступает против этой глупой и опасной идеи, тогда Брик останавливает машину для разговора. Оставшись наедине, Брик говорит Элу, что относится к ограблению серьёзно, так как для него это единственная возможность обеспечить своё финансовое будущее. Он говорит, что даже если, несмотря на плохую успеваемость, он закончит университет, то с его психическим состоянием у него практически не будет шансов на получение приличной работы. Эл обещает помочь Брику, для начала намереваясь предотвратить ограбление. Когда Эл приказывает Рою выбросить тележку из трейлера, Брик достаёт пистолет и, угрожая оружием, заявляет, что ограбит казино, не считаясь с тем, что думают остальные. Брик садится в машину вместе с Элом, который соглашается подыграть ему, чтобы избежать ненужных жертв. Тем временем в трейлере Ронни посвящает Кэй в детали своего плана. Когда Кэй заявляет, что пойдёт прямо в полицию, Ронни убеждает её согласиться с Бриком, так как в противном случае он убьёт Эла. Затем Ронни просит её отогнать машину в условленное место, купить три билета на поезд, так как он предполагает, что он сам и Брик не вернутся с дела. На предложение Роя немедленно вызвать копов Ронни отвечает, что сумасшедший Брик в таком случае непременно откроет огонь и погибнет много невинных людей. А если дело обойдётся без стрельбы, то полиция спокойно задержит его после ограбления. Остановившись в пустынном месте, Брик заставляет всех надеть маскарадные ковбойские костюмы, при этом заставляя Кэй выполнять те обязанности, которые предполагалось возложить на Ронни, угрожая, что если она сделает что-либо не так, он сразу же застрелит Эла. В казино четвёрка сливается с толпой, одетой по случаю праздника в маскарадные ковбойские наряды. Затем Эл и Брик подходят к одному из кассиров с тележкой по имени Эрик Берг (Уильям Конрад), и угрожая оружием, заставляют его оставить тележку около одной из крупье, после чего у служебного входа Ронни и Рой передают Эрику свою тележку, с которой он должен проследовать в хранилище в центре зала и наполнить мешок банкнотами, объяснив, что босс послал его срочно собрать деньги. Затем он должен положить мешок с деньгами в тележку и привести обратно на это же место. Далее Брик говорит, что в внутри тележки они спрятали своего человека маленьких размеров, который убьёт Эрика, если тот сделает что-либо не так. В доказательство своих слов он незаметно включает магнитофон, спрятанный внутри тележки, давая Эрику возможность услышать несколько фраз, якобы произносимых человеком внутри. Эрик наполняет деньгами мешок и выкатывает тележку из зала. На выходе парни забирают мешок и уходят, обещая дать сигнал своему человеку, когда она моежт выбраться из тележки. Как только Брик и Эл отходят от Эрика, тот сталкивает тележку с крутой лестницы с криками «там внутри вооружённый бандит». Тем временем парни снимают с себя ковбойскую маскировку и, когда Ронни и Рой пытаются остановить Брика, он их бьёт, отталкивает в сторону и в одиночку убегает на железнодорожную станцию. Тем временем около станции Кэй находит Эла, сообщая ему, что вызвала полицию. Брик прячется на многоярусной автостоянке, однако Эл продолжает преследовать его. Ударив и отпихнув служащего стоянки, Эл поднимается на лифте для автомобилей, высматривая Брика. На верхнем этаже гаража Брик увидев Эла, стреляет в него, и в этот момент стоянку окружает полиция. Пока Кэй просит полицию не стрелять, Эл приближается к Брику, делясь с ним воспоминаниями о войне. Под воздействием слов Эла Брик теряет волю, начинает рыдать и отдаёт ему пистолет и деньги. Эл передаёт обмякшего Брика офицеру полиции, настаивая на том, чтобы с ним обращались как с ветераном войны, предполагая, что он останется в больнице вплоть до полного выздоровления. Полиция увозит Брика, а Эл и Кэй обнимают друг друга и отправляются, чтобы зарегистрировать свой брак.

## В ролях
- Ким Новак — Кэй Грейлек
- Брайан Кит — Брик
- Гай Мэдисон — Эл Мерсер
- Кервин Мэтьюз — Ронни
- Элви Мур — Рой
- Уильям Конрад — Эрик Берг
- Джек Даймонд — Фрэнсис Шпигелбауэр
- Джин Уиллз — Вирджиния
- Марджори Стэпп — девушка (в титрах не указана)

## Создатели фильма и исполнители главных ролей
Как отмечает историк кино Ричард Харланд Смит, «это был один из первых фильмов Ким Новак, сделанный ещё до того, как актриса смогла проявить в полной мере свою коммерческую притягательность и когда она ещё жила под полным контролем босса киностудии Columbia Гарри Кона». По словам Смита, «Кон чувствовал себя обманутым после того, как его открытие Рита Хейворт, в которую он вложил столько сил и средств, в 1948 году ушла из шоу-бизнеса, и он решил не допустить повторения этого с Новак». Кон поселил приехавшую из Чикаго юную Новак в женское общежитие YMCA (с комендантским часом и всего одним входом), и нанял частных детективов, чтобы они следили за ней во время её короткого пути от жилья до ворот студии Columbia Pictures. Когда Новак стала встречаться с миллионером-риэлтором Маком Кримом, Кон запретил ей выходить замуж под угрозой увольнения. Кон якобы говорил актрисе: «Ты никто. Всё это может исчезнуть за одну ночь». По словам Гленна Эриксона, «Кон изводил её заявлениями вроде: „Ты всего лишь кусок мяса“». Новак была вынуждена встречаться с Кримом втайне от всех и только по выходным. Одновременно она получила указание участвовать в серии обязательных рекламных акций студии в компании с контрактными актёрами Columbia. В частности, на церемонии вручения Оскаров в 1954 году её сопровождал партнёр по этому фильму Кервин Мэтьюз. После этого фильма, по словам Смита, «ставки Новак выросли», и Кон отдал её в аренду за 100 тысяч долларов на студию United Artists для съёмок в фильме «Человек с золотой рукой» (1955), за которой последовали престижные роли в фильмах «Пикник» (1955), «История Эдди Дачина» (1956) и «Приятель Джои» (1957), «которые укрепили звёздный статус Новак». Как далее пишет Смит, «после этого Новак, наконец, смогла переехать из общежития в собственную квартиру, однако она по-прежнему была вынуждена бороться с рекламной машиной Columbia. Ей, в частности, предписывалось, что её роскошная квартира должна быть покрашена в сиреневый цвет, потому что какой-то деятель департамента общественных связей студии решал, каков должен быть её любимый цвет вплоть до керамики в ванной комнате». Как заключает Смит, «Кон продолжал жёстко контролировать Новак вплоть до своей смерти в феврале 1958 года, когда он умер от инфаркта, после того, как прочитал о романе актрисы с чёрным музыкантом Сэмми Дэвисом-младшим».
Режиссёр Фил Карлсон был более всего известен постановкой жёстких, а порой и жестоких фильмов нуар, таких как «Тайны Канзас-сити» (1952), «Скандальная хроника» (1952), «Ривер-стрит, 99» (1953), «История в Феникс-сити» (1955) и «Братья Рико» (1957). Одной из первых значимых ранних картин Гая Мэдисона была военная драма «До конца времён», в которой он снялся в 1946 году. По словам Эриксона, на момент создания этого фильма «Мэдисон уже имел 10-летний опыт съёмок в кино, и с этой картиной Columbia решила представить его как свой новый контрактный талант». Как отмечает Майкл Кини, «чтобы сыграть в этом занимательном нуаре, Мэдисон взял паузу на съёмках в телесериале-вестерне „Дикий Билл Хикок“», в котором на протяжении 1951-58 годов сыграл в 112 эпизодах. В этот же период Мэдисон сыграл в некоторых из своих лучших фильмов, среди них вестерны «Последняя граница» (1955) и «Расправа!» (1956), а также полудокументальная драма на космическую тематику «На пороге космоса» (1956). Брайан Кит сыграл в этом фильме одну из своих первых главных ролей. В последующие годы он отметился значимыми ролями в таких разнообразных картинах, как фильм нуар «Сумерки» (1956), драма «Штормовой центр» (1956), драма «Молодые филадельфийцы» (1959), вестерн «Невада Смит» (1966), мелодрама «Блики в золотом глазу» (1967) и криминальная драма «Якудза» (1974).

## История создания фильма
Как указано на сайте Американского института киноискусства, история, положенная в основу фильма, первоначально была опубликована как роман с продолжением в журнале «Хорошее домоводство» в июле-сентябре 1951 года. Этот роман был написан Джеком Финнеем, который, по словам Ричарда Харланда Смита, более всего известен как автор романа «Похитители тел», который «впервые был опубликован с продолжением в журнале Collier's в 1954 году. По этому роману режиссёр Дон Сигел поставил научно-фантастическую классику „Вторжение похитителей тел“ год спустя».
Смит далее пишет, что «независимый продюсер и сценарист Стерлинг Силлифант купил права на создание фильма по роману для киностудии United Artists. В качестве режиссёра фильма был назначен Фрэнк Ташлин, а жена Ташлина, Мэри Коста, была запланирована на роль главной героини». Газета Daily Variety от октября 1954 года также указывала, что первоначально фильм собиралась выпустить студия United Artists, «однако после выхода Ташлина и Косты из проекта, его забрала себе кинокомпания Columbia». По информации газеты, «на разных стадиях на должность постановщика рассматривался британский режиссёр Питер Годфри, а на главные роли — итальянская актриса Милли Витале, Родди Макдауэлл и Роберт Хортон». Журнал Variety от 5 октября 1954 года назвал в качестве исполнителей главных мужских ролей Гая Мэдисона, Элви Мура, Роберта Хортона и Родди Макдаэулла. «В конечном счёте, из этой четвёрки роли достались только Мэдисону и Муру, в то время, как Хортона сменил Брайан Кит, а Макдауэла — Кервин Мэтьюз в роли мозгового центра, чей слишком живой интеллект толкает его друзей превратиться в пятёрку против казино».
Как отметил далее Смит, «съёмочный период фильма был не менее интересным, чем предпроизводство, когда Рино и Лас-Вегас были вовлечены в войну ставок, чтобы привлечь картину в свой город (представители Торговой палаты Лас-Вегаса даже предлагали кредит в 50 тысяч долларов в качестве приманки). В конце концов, съёмки проходили в обоих городах». Согласно информации «Нью-Йорк Таймс» от сентября 1954 года, фильм частично снимался на натуре в Рино и в Лас-Вегасе. Daily Variety отметила, что съёмки проходили также в Милл Вэлли в Калифорнии.
По информации Смита, «Ким Новак в роли клубной певицы репетировала вокал с главой музыкального департамента студии Columbia Фредди Каргером, однако в итоге в картине вместо её голоса был наложен голос известной певицы Джо Энн Грир».

## Оценка фильм критикой

### Общая оценка фильма
После выхода на экраны картина получила в целом положительные отзывы. Так, кинообозреватель «Нью-Йорк Таймс» А. Х. Вейлер назвал картину «напряжённым небольшим фильмом с быстрой режиссурой и свежими, богатыми идиомами и по-настоящему смешными репликами, история которого страдает только от поверхностности психологических образов». Вейлер отметил также «захватывающую команду» исполнителей главных ролей, резюмировав своё мнение словами, что «как на остросюжетное развлечение на этот фильм вполне можно сделать ставки».
Современный историк кино Крейг Батлер описал картину как «малоизвестный, но доставляющий наслаждение фильм об ограблении, в котором присутствует некоторая нуаровая атмосфера». По мнению Батлера, именно в этом заключена причина того, почему фильм так мало известен: «если бы он пошёл по одному из путей — либо беззаботного фильма об ограблении, либо суровой психологической нуаровой истории — возможно, он получился бы лучше». С другой стороны, Батлер считает, что «порой непростая смесь двух жанров в этом фильме придаёт ему особый характер». Далее критик обращает внимание на то, что «фильм не сразу набирает ход, и первые полчаса представляют собой очень длинную экспозицию, не всегда достаточно хорошо прописанную сценаристами. Однако, как только фильм набирает темп, он летит вперёд, допуская лишь несколько неудачных шагов». Батлер также обращает внимание на то, что хотя в центре картины находится ограбление, тем не менее, она выступает и «как интересное исследование психологических образов нескольких маловероятных друзей».
По мнению Смита, это «острая, энергичная криминальная история о квинтете университетских друзей, которые мечтают и практически осуществляют ограбление казино в Рино». Деннис Шварц называет картину «захватывающим триллером об ограблении, с жаром поставленным Филом Карлсоном», отметив также, что «неправдоподобное ограбление снято достаточно правдоподобно и с нарастающим напряжением». Гленн Эриксон описал картину как «фильм об ограблении, который сделан так, чтобы понравиться не только поклонникам криминальных фильмов». Критик полагает, что «фильм не вполне убедителен и правдоподобен, когда показывает престарелых студентов, которые идут на такое серьёзное преступление с угрозой быть застреленными просто ради развлечения». По мнению Майкла Кини, «фильм начинается медленно, а разговоры граничат с глупостью», однако постепенно он набирает темп, и в итоге «благодаря Киту оставляет приятное впечатление» .

### Оценка работы режиссёра и творческой группы
Вейлер отметил работу сценаристов Стерлинга Силлифанта, Уильяма Бауэрса и Джона Баруолла, которые «очень серьёзно продумали грандиозный план ограбления». Хотя, по мнению критика, «мотивировки поведения главных героев кажутся немного хрупкими», тем не менее, режиссёр Фил Карлсон «придал этой мелодраме нарастающее напряжение по мере того, как начинает разворачиваться план ограбления, неожиданно вырастая из теоретического вызова в пугающую реальность». Шварц также высоко оценил режиссёрскую работу Карлсона, благодаря которой «легко забываешь о том, что сюжет с ограблением ради развлечения — это ненормальная идея, очень маловероятная в реальной жизни. Но как историю для кино её вряд ли можно было бы сделать более занимательной».
Как пишет Эриксон, «хотя это и не самая совершенная из картин Карлсона, тем не менее, она увлекательна на всём своём протяжении». Критик отмечает, что «первые две трети сценария отведены университетскому юмору и визуальному любованию великолепной Ким Новак». Эриксон также называет эту ленту обновлённой версией фильма нуар «Синий георгин» (1946), где на этот раз главными героями являются поступившие в Университет по солдатским спискам ветераны Корейской войны Брик и Эл, при этом, как и в том фильме, один из героев страдает психическими проблемами после фронтового ранения. Оценив положительно «натурную съёмку в Рино», Эриксон обращает внимание на то, что значительная часть картины снята «в экономичной декорации трейлера, который неправдоподобно гладко движется по шоссе». Финал же, по мнению критика, не убедителен, когда «по какой-то необъяснимой причине копы отпускают большинство ребят, которые зашли в казино, запугали бедного Конрада и ушли с деньгами. Самым вероятным исходом для всей банды было бы от 5 до 10 лет тюрьмы».

### Характеристика персонажей фильма
Как пишет в «Нью-Йорк Таймс» А. Х. Вейлер, студенты-герои этого фильма «скорее ближе к потерянному поколению, чем к неоперившимся юнцам. Двое из них являются ветеранами войны, один из которых завёл роман со сладострастной певицей из клуба, другой — психоневротик (в результате военных травм), который мил и мягок до тех пор, пока его что-нибудь не возбудит. Кроме того, там есть богатый, красивый и изобретательный молодой человек с нездоровой тягой к обнаружению слабых мест в защите „Клуба Гарольдс“, а также остроумный, стриженный под ёжика парень, который бездумно готов на любую авантюру».

### Оценка актёрской игры
Игра основных актёров удостоилась достаточно высокой оценки критики. По мнению Вейлера, в первую очередь «следует отметить Брайана Кита за создание превосходного образа крепкого, но психически травмированного бывшего солдата, болезненное сознание которого превращает тщательно просчитанную проделку в суровое столкновение с законом». Вейлер также выделяет «отличную игру Гая Мэдисона в роли его уравновешенного приятеля и преданного друга, который вместе со своей невестой борется против втягивания их в это ужасающее и неприемлемое дело». Вейлер обращает также внимание на «блестящую игру Элви Мура в роли легкомысленного и болтливого члена команды», при этом, по мнению обозревателя, «Кервин Мэтьюз не более чем адекватен в качестве мозгового центра этого выдающегося падения в преступность». Далее Вейлер пишет, что «Ким Новак в роли блондинки-певицы, которая не может окончательно определиться в отношениях со своим парнем, представляет собой самую соблазнительную красавицу, которая была представлена зрителю в этом сезоне. Мисс Новак в облегающем халате или слаксах является превосходной причиной для головной боли Гая Мэдисона». Батлер отмечает, что среди актёрского состава «самым крупным именем является Ким Новак (хотя на момент выхода фильма она ещё была никем), и она даёт хорошую игру. Гай Мэдисон, Элви Мур и Кервин Мэтьюз также хороши, но наиболее интересна работа Брайана Кита». По мнению Гленна Эриксона, «все актёры работают хорошо, даже вальяжные Мэдисон и Мэтьюз. Брайан Кит получает самую эффектную роль, а Элви Мур своей ролью обеспечивает себе карьеру болтливого кореша». Далее критик обращает внимание на то, что «поклонники Ким Новак получат большое наслаждение от её игры в роли обычной девушки со Среднего Запада, которая неожиданно решила стать певицей в ночном клубе. Лишь в нескольких других избранных фильмах Новак возьмёт своё, когда ей каким-то образом удастся отразить своим фарфоровым личиком и соблазнительным телом все тревоги 1950-х годов».